# La Paz, México
La Paz là một đô thị thuộc bang México, México. Năm 2005, dân số của đô thị này là 232546 người.